# Bruandia reticulata
Bruandia reticulata är en fjärilsart som beskrevs av Kirby 1892. Bruandia reticulata ingår i släktet Bruandia och familjen säckspinnare. Inga underarter finns listade i Catalogue of Life.